# Степурко Віктор Іванович
Ві́ктор Іва́нович Степу́рко (22 грудня 1951) — український композитор, Заслужений діяч мистецтв України, член Національної спілки композиторів України від 1983 року.

## Біографія
Віктор Іванович Степурко народився 22 грудня 1951 року в селі Миколаївка Близнюківського району Харківської області). 1959 року разом із сім'єю переїхав у смт Шабельківка Краматорської міськради на Донеччині.
Віктор захоплювався музикою з раннього дитинства. Співав у шкільному хорі. Закінчив вечірню музичну школу, співав у хоровій капелі Новокраматорського машинобудівного заводу.
1969 року, закінчивши середню школу, Віктор Степурко вступив на диригентсько-хоровий відділ музичного училища в Донецьку.
У 1975—1981 роках Степурко навчався в Київській консерваторії. Закінчив диригентсько-хоровий (по класу Льва Венедіктова) та композиторський (по класу Мирослава Скорика) факультети.
Від 1981 року працював викладачем музично-теоретичних дисциплін Хмельницького музичного училища.
1982 року родина Степурків переїхала в с. Копилів Макарівського району Київської області, де Віктор Іванович став викладачем філіалу Макарівської дитячої музичної школи. З 1983 року постійно проживає в смт Макарів Київської області, викладає в Макарівській дитячій музичній школі.
Від 1997 року — на творчій роботі.
З 2004 року — старший викладач, потім — доцент Національної академії керівних кадрів культури і мистецтв (м. Київ).
Від дня заснування і дотепер В. І. Степурко є керівником хорового ансамблю «Свят-коло» Макарівського районного Будинку культури, почесний громадянин Макарівського району.
Член Оргкомітету Міжнародного фестивалю «Музичні прем'єри сезону».
Член Наглядової ради хорової капели «Думка» при Міністерстві культури України.
Член журі премії ім. М. Лисенка, член правління Київської міської організації Національної спілки композиторів України.
9 лютого 2012 року було оголошено список переможців Шевченківської премії 2012. Віктор Степурко переміг у номінації «Музичне мистецтво» (за псалмодію «Монологи віків» для змішаного хору і соло інструментів)..

## Творчість
Творчий доробок композитора об'ємний і насичений — від пісенних жанрів та музики для дітей (опера «Музична крамничка») до симфонічних та оперних партитур (концерт для флейти та симфонічного оркестру, симфонічна картина «Острови дитинства»). Створив сім симфонічних творів.
Велику популярність здобули хорові твори композитора.
Хори на слова Т. Шевченка:
- «Тече вода» (1984),
- «Над Дніпровою сагою» (1986),
- Хоровий цикл: «Зоре моя», «Світає, край неба палає», «Аж страх погано», «Ой діброво, темний гаю» (1989).

Хори на релігійні тексти:
- «Вічная пам'ять». Для мішаного хору без супроводу (1995);
- «Різдвяний тропар». Для мішаного хору без супроводу (2002);
- «Літургія святого Іоана Златоустого». Для мішаного хору без супроводу (2011);
- «Missa movere» (2013) світлої пам'яті К. Берденнікової для мішаного хору та струнного оркестру;
- «П'ять духовних хорів»: 1. Отче наш"; 2.Благальна ектенія"; 3. «Співайте Господеві»; 4. «Нехай воскресне Бог»; 5. «Вірую». Для солістів та мішаного хору без супроводу (1985—1997);
- «Богородичні догмати XVII століття». Для хору з оркестром (2003);
- «Українські канти XVII ст.» за Димитрієм Савичем Тупталом. Для мішаного хору та симфонічного оркестру у п'яти частинах (2008);
- «Монологи віків». Для мішаного хору і солюючих інструментів. На тексти псалмів (Біблія) у 14-ти частинах (2013);

Інші:
- «Літургія сповідницька» світлої пам'яті гетьмана Івана Мазепи. Для читця, симфонічного оркестру та органу (2004).

## Премії та нагороди

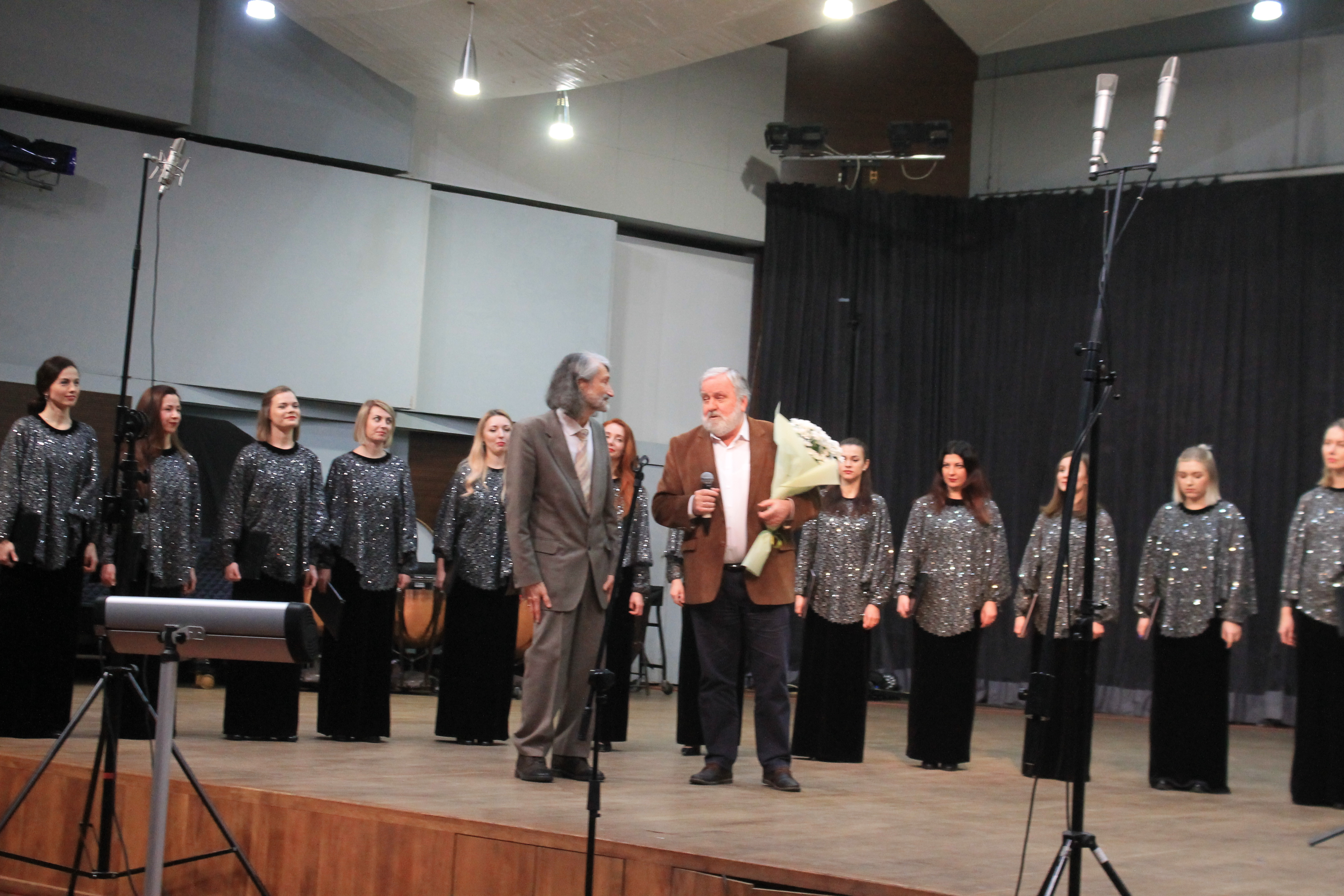
Є.Савчук вітає В. Степурка з 70-річчям, Київ, БЗЗ, концерт за участю хору Київ

- Лауреат премії імені Льва Ревуцького (1989).
- Лауреат премії імені Івана Огієнка (1998).
- Лауреат Всеукраїнського конкурсу «Духовні псалми» (2000).
- Кавалер ордена Святого Володимира третього ступеня (2000).
- Лауреат премії імені Бориса Лятошинського (2002).
- Лауреат міжнародної музичної премії імені Лео Вітошинського (2004).
- Лауреат премії імені Миколи Лисенка (2005).
- Лауреат премії «Київ» імені Артемія Веделя (2008).
- Заслужений діяч мистецтв України (2008)[2]
- Національна премія України імені Тараса Шевченка (2012)[3]